# Little Addington
Little Addington is een civil parish in het bestuurlijke gebied East Northamptonshire, in het Engelse graafschap Northamptonshire met 328 inwoners.